# Замедление нейтронов
Замедле́ние нейтро́нов — процесс уменьшения кинетической энергии свободных нейтронов в результате их многократных столкновений с атомными ядрами вещества. Вещество, в котором происходит процесс замедления нейтронов, называется замедли́телем. Замедление нейтронов применяется, например, в ядерных реакторах на тепловых нейтронах.

## Общие сведения
В ходе ядерных реакций образуются, как правило, быстрые нейтроны (с энергией > 1 МэВ). Быстрые нейтроны при соударениях с атомными ядрами теряют энергию крупными порциями, расходуя её, главным образом, на возбуждение ядер или их расщепление. В результате одного или нескольких столкновений энергия нейтрона становится меньше минимальной энергии возбуждения ядра (от десятков кэВ до нескольких МэВ, в зависимости от свойств ядра). После этого рассеяние нейтрона ядром становится упругим, то есть нейтрон расходует энергию на сообщение ядру скорости без изменения его внутреннего состояния.

Упругое столкновение

При одном упругом соударении нейтрон теряет, в среднем, долю энергии, равную {\displaystyle {\frac {2A}{(A+1)^{2}}}} где А — массовое число ядра-мишени. Эта доля мала для тяжёлых ядер (1/100 для свинца) и велика для лёгких ядер (1/7 для углерода и 1/2 для водорода). Поэтому замедление нейтронов происходит на лёгких ядрах гораздо быстрее, чем на тяжёлых.
| Вещество | N    | t, мксек | LБ, см |
| -------- | ---- | -------- | ------ |
| Свинец   | 1600 | 1300     | 200    |
| Графит   | 110  | 70       | 43     |
| Вода     | 23   | 3        | 13     |

Среднее число столкновений N, среднее время замедления t и среднее квадратичное удаление LБ нейтрона от источника при замедлении нейтрона в неограниченной среде от энергии 1 МэВ до энергии 0,1 эВ.
В процессе замедления нейтронов образуются т. н. тепловые нейтроны, находящиеся в тепловом равновесии со средой, в которой происходит замедление. Средняя энергия теплового нейтрона при комнатной температуре равна 0,04 эВ.
Средний логарифмический декремент энергии нейтрона на одно столкновение, {\displaystyle \xi }, зависит только от массового числа, {\displaystyle A}, ядра-замедлителя:
{\displaystyle \xi =\ln {\frac {E_{0}}{E}}=1+{\frac {(A-1)^{2}}{2A}}\ln \left({\frac {A-1}{A+1}}\right)}.
При {\displaystyle A} больше трех можно пользоваться упрощенной формулой: {\displaystyle \xi \simeq {\frac {2}{A+2/3}}}.
Коэффициентом замедления вещества называют отношение макросечения рассеяния {\displaystyle \Sigma _{s}} умноженного на средний логарифмический декремент энергии нейтрона на одно столкновение {\displaystyle \xi } к макросечению поглощения {\displaystyle \Sigma _{a}}: {\displaystyle {\frac {\xi \Sigma _{s}}{\Sigma _{a}}}}.

В процессе замедления часть нейтронов поглощается ядрами или вылетает из среды наружу, то есть теряется. В замедлителях, содержащих лёгкие ядра, потери на поглощение малы и большая часть нейтронов, испущенных источником, превращается в тепловые нейтроны, при условии, что размеры замедлителя достаточно велики по сравнению с размером LБ.

## Особенности применения
К числу лучших замедлителей, широко используемых в ядерной физике и ядерной технике для превращения быстрых нейтронов в тепловые, относятся вода, тяжёлая вода, бериллий, графит.

### Вода
Достоинства обычной воды как замедлителя — её доступность и дешевизна. Недостатками воды являются низкая температура кипения (100 °C при давлении 1 атм) и поглощение тепловых нейтронов. Первый недостаток устраняется повышением давления в первом контуре. Поглощение тепловых нейтронов водой компенсируют применением ядерного топлива на основе обогащённого урана.
См. также:
- Легководный реактор
- Водо-водяной реактор
- ВВЭР

### Тяжёлая вода
Тяжёлая вода по своим химическим и теплофизическим свойствам мало отличается от обычной воды. Она практически не поглощает нейтронов, что даёт возможность использовать в качестве ядерного топлива природный уран в реакторах с тяжеловодным замедлителем. Недостатком тяжёлой воды является её очень высокая стоимость.
См. также:
- CANDU

### Графит
Природный графит содержит до 20 % различных примесей, в том числе и бор, хороший поглотитель. Поэтому природный графит непригоден как замедлитель нейтронов. Реакторный графит получают искусственно из смеси нефтяного кокса и каменноугольной смолы. Сначала из смеси прессуют блоки, а затем эти блоки термически обрабатывают при высокой температуре. Графит имеет плотность 1,6—1,8 г/см3. Он сублимирует при температуре 3800—3900 °C. Нагретый в воздухе до 400 °C графит загорается. Поэтому в энергетических реакторах он содержится в атмосфере инертного газа (гелий, азот).
См. также:
- Графито-водный реактор
- РБМК

### Бериллий
Бериллий один из лучших замедлителей. Он имеет высокую температуру плавления (1282 °C) и теплопроводность, совместим с углекислым газом, водой, воздухом и некоторыми жидкими металлами. Однако, в пороговой реакции 9Be(n, 2n)2α возникает гелий, поэтому при интенсивном облучении быстрыми нейтронами внутри бериллия накапливается газ, под давлением которого бериллий распухает. Применение бериллия ограничено также его высокой стоимостью. Кроме того, бериллий и его соединения весьма токсичны. Из бериллия изготавливают отражатели и вытеснители воды в активной зоне исследовательских реакторов.